# Ettore Schiavoni
Ettore Schiavoni (* 1866 in Tarent; † 1930 in Berlin) war einer der weltweit bekanntesten Fechtmeister. Er wurde in Tarent in Süditalien geboren und im September 1888 bei der Militärakademie angenommen. 1890 legte er sein Fechtdiplom ab. Der Italiener kam über Wien 1898 nach Berlin zum Berliner Fechtclub. Im Jahr darauf gewann er bei den Deutschen Meisterschaften 1899, den letzten, die vom Deutschen und Österreichischen Fechterbund ausgetragen wurden, die Wettbewerbe für Fechtmeister im Säbel und Florett. Zu Schiavonis Schülern zählte die Casmir-Familie: Gustav und Erwin. Gustav nahm an u. a. an den Olympischen Spielen 1904 in St. Louis teil. Erwin gewann bei den Olympischen Spielen 1928 in Paris die Silbermedaille im Florett.
Schiavoni unterrichtete über 30 Jahre beim Berliner Fechtclub. Im Oktober 1928 wurde er im Rahmen einer großen Jubiläumsveranstaltung mit zahlreichen diplomatischen Vertretern geehrt. Sein Spitzname war aufgrund seiner Körpergröße von 190 cm Sua Lunghezza.
Als Assistent stand ihm Humberto Olmo zur Verfügung.